# Castelo de Penas Roias
O Castelo de Penas Roias localiza-se na povoação e na freguesia de Penas Roias, Município de Mogadouro, Distrito de Bragança, em Portugal.
Antigo castelo da Ordem dos Templários na região de Trás os Montes e Alto Douro, integrava, à época da constituição da nacionalidade portuguesa, juntamente com os de Algoso, Mogadouro, Miranda do Douro, Vimioso e Bragança, o chamado núcleo duro do Nordeste transmontano. 
Compreendido na Área Turístico-Promocional de Montanhas, dele se contempla a Igreja Matriz de Santa Maria de Azinhoso e, ao longe, Mogadouro.
Com a cerca da vila de há muito desaparecida, o castelo encontra-se classificado como Monumento Nacional por Decreto publicado em 20 de Março de 1945.

## História

### Antecedentes
Pouco se sabe acerca da primitiva ocupação humana desta região. Os testemunhos arqueológicos apontam uma ocupação proto-histórica do local, que poderá estar relacionada a um castro. À época da Invasão romana da Península Ibérica, encontrava-se abandonado.

### O castelo medieval
À época da Reconquista cristã da península, a região foi inicialmente conquistada pelo reino de Leão.
Com a afirmação do reino de Portugal, diante do estabelecimento da Capital em Coimbra, tornou-se imperativa a sua defesa ativa. Para esse fim, D. Afonso Henriques (1112-1185) delegou aos cavaleiros da Ordem dos Templários o encargo de fortalecer os acessos a Sul e a Leste do rio Mondego, doando-lhes, a partir de 1145, diversos domínios como os de Mogadouro e outros, em Trás-os-Montes.
Os domínios de Penas Roias foram doados, em 1145, à Ordem, por Fernão Mendes de Bragança, tenens da Terra de Bragança, circunscrição na qual a localidade estava inserida. Essa época coincide com testemunhos arqueológicos da sua ocupação no século XII, ou um pouco antes, já ao final do XI, o que sugere, para alguns autores, a prévia existência de um reduto defensivo no local, fato que poderia ser atestado pelos vestígios de torreões de planta circular (típicos de estruturas leonesas na margem direita do rio Côa, nesse período) que subsistem nos vértices do castelo.
Embora tradicionalmente se afirme a data de 1166 como a de início da construção do Castelo de Penas Roias, sob a direção do Mestre da Ordem D. Gualdim Pais, a inscrição epigráfica na Torre de Menagem encontra-se bastante deteriorada. É possível, entretanto, ler-se a data como Era 1210 (da Era Hispânica, correspondente ao ano de 1172 da Era Cristã) ou ainda Era 1219 (correspondente a 1181). Alguns autores pretendem ler nela o nome de Gualdim Pais, o que não é plenamente verificável. De qualquer modo, os trabalhos contaram com o seu patrocínio direto, uma vez que a torre (e o castelo) inscrevem-se no movimento maior de construção de castelos templários no país, todos assinalados por inscrições epigráficas e empreendidos por Gualdim Pais, como os de Almourol, Longroiva, Tomar e outros.
Sob o reinado de D. Sancho I (1185-1211), empreendeu-se novo esforço de repovoamento da vila, que passou a sede de Concelho. Nesta fase, a Ordem deslocava a sua atuação mais para o Sul, para a Beira Baixa, tendo recebido os domínios de Idanha-a-Velha e de Monsanto, em 1165 (os da primeira confirmados em 1197), e uma parcela junto à Vila Velha de Ródão, em 1199. O castelo dominava, à época, a pequena povoação de Penas Roias, ligeiramente afastada.
Posteriormente, sob o reinado de D. Afonso III (1248-1279), a vila encontra-se referida nas Inquirições de 1258, tendo recebido Carta de Foral, juntamente com Mogadouro, em 1272, foral esse renovado a Penas Roias no ano seguinte (1273).
Diante da extinção da Ordem do Templo, D. Dinis (1279-1325) transferiu os domínios de Penas Roias para a Ordem de Cristo (1319), acreditando-se que tenham tido lugar trabalhos de recuperação e reforço das defesas à época.
Em 2 de fevereiro de 1457, é confirmada pelo rei D. Afonso V de Portugal a compra da vila de Penas Roias e do castelo de Penas Roias por Álvaro Pires de Távora a Rui Gonçalves Alcoforado, cavaleiro e criado do Conde de Ourém.
Conforme a iconografia de Duarte de Armas (Livro das Fortalezas, c. 1509), a vila encontrava-lhe murada. Nesta fase, D. Manuel I (1495-1521) concedeu-lhe o Foral Novo (1512).

### Doséculo XXaos nossos dias
Em 1977 vieram à luz restos de colunas quando se lavrava um campo próximo. A intervenção do poder público fez-se sentir entre 1977 e 1978, quando foram procedidos trabalhos de consolidação e reparos nas muralhas e na Torre de Menagem, a cargo da Direcção-Geral dos Edifícios e Monumentos Nacionais (DGEMN). Do antigo castelo templário, são visíveis atualmente apenas uma torre (fechada ao público) e os vestígios de antigas muralhas e cubelos medievais.

## Características
O castelo, vizinho à povoação, foi erguido em estilo românico, tendo as suas muralhas sido reforçadas por quatro cubelos (dois facetados e dois cilíndricos).
Ao centro da praça de armas ergue-se a torre de menagem, de planta quadrangular, com cinco metros de lado, em aparelho simples de xisto quartzítico, argamassado. Nos alçados Leste e Sul, rasgam-se janelas em cantaria. A Oeste rasga-se a única porta, a seis metros de altura, também em cantaria. Era primitivamente acedida por uma escada de madeira, amovível. No lintel, inscreve-se a cruz pátea templária e uma inscrição epigráfica, que é traduzida como: Gualdim Pais, mestre geral dos Templários, mandou fazer o castelo de Pena Roia, iniciando os trabalhos a 4 das Calendas de ... era de 1204 sendo freires assistentes frei João Francisco ..., fonte da datação normalmente aceite de 1166 da Era Cristã. Internamente a torre era dividida em três pavimentos.
Próximo a esta torre existe uma pequena torre circular com uma base em talude de execução recente.
A povoação foi outrora envolvida por uma cerca amuralhada.